# Phyllodactylus gerrhopygus
Phyllodactylus gerrhopygus (листопалий гекон південноамериканський) — вид геконоподібних ящірок родини Phyllodactylidae. Мешкає в Перу і Чилі.

## Поширення і екологія

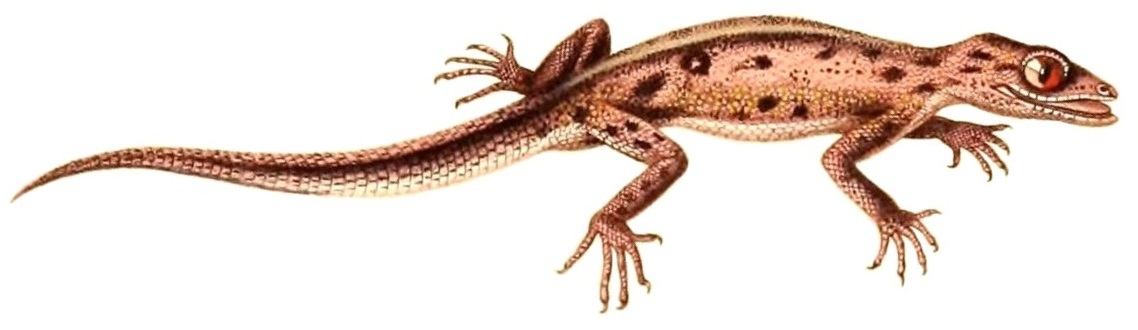
Південноамериканський листопалий гекон

Південноамериканські листопалі гекони мешкають в прибережних районах на південному заході Перу (на південь від південно-західної Ліми) і на півночі Чилі (на південь до Антофагасти). Вони живуть в прибережних пустелях, напівпустелях і чагарникових заростях, на плантаціях і в садах, трапляються в людських поселеннях. На західних схилах Анд зустрічаються на висоті до 3500 м над рівнем моря. Живляться переважно комахами, а також рослинною їжею. Самиці відкладають лише одне яйце.